# Il ribaltone (programma televisivo)
Il ribaltone è stato un varietà televisivo del sabato sera della Rete 1 condotto da Pippo Franco, Loretta Goggi e Daniela Goggi andato in onda per cinque puntate, da sabato 14 ottobre a sabato 11 novembre 1978, alle 20:40.

## Il programma
Il ribaltone del titolo allude sia alla grande ribalta offerta dal varietà, che ai riferimenti politici di quegli anni sottolineati dalle caricature sullo sfondo dello studio disegnate dal vignettista Angese, che allo spirito satirico del programma che punta a ribaltare certi luoghi comuni dell'Italia di quegli anni.
Il varietà scritto da Mario Castellacci e Pier Francesco Pingitore porta l'inconfondibile marchio del Bagaglino, con gli interventi comici di Pippo Franco, Oreste Lionello, Bombolo e la presenza fissa di Jack La Cayenne. I numeri musicali e i balletti sono affidati alle sorelle Goggi, coreografati da Umberto Pergola, che in quel periodo formavano coppia fissa di gran successo anche in Spagna con lo spettacolo itinerante Go & Go.
Venne pubblicato un LP dal titolo omonimo che conteneva la maggior parte delle canzoni interpretate dalle due soubrette nel corso della trasmissione, tra cui la sigla finale Voglia. Per le elevate qualità artistiche, il programma si guadagnò il premio Rosa d'Argento al Montreux Jazz Festival.

## Cast tecnico
Regia: Antonello Falqui 

Autori: Mario Castellacci, Pier Francesco Pingitore, Antonello Falqui 

Coreografie: Umberto Pergola 

Costumi: Franco Carretti 

Scene: Gaetano Castelli 

Luci: Giorgio Abballe 

Direzione musicale: Gianni Ferrio 

Sigle iniziali: Siamo tutti alla ribalta. Di questo bel terzetto (Castellacci, Pingitore), cantata da Pippo Franco, Daniela Goggi e Loretta Goggi assieme al corpo di ballo 

Sigla finale: Voglia (Castellacci, Pingitore, Ferrio) cantata da Daniela Goggi e Loretta Goggi.